# 昌邑市
昌邑市，古称鄑邑、都昌，是潍坊市下辖的一个县级市，在中国山东省北部偏东，东与莱州市、平度市以胶莱河为界，南与高密市毗连，西与潍坊市坊子区、寒亭区为邻，北濒莱州湾。市人民政府駐平安街1669号。

## 历史
属龙山文化和大汶口文化，古称密乡、都昌。秦始皇二十六年（前221年）灭齐归秦，置都昌县，属胶东郡（又说齐郡）；北宋建隆三年（962年）经青州北海县建为北海军，置昌邑县；1994年6月10日撤销昌邑县，设立县级昌邑市。迄今已有2200多年的建制历史。

## 自然地理
境内属典型的暖温带大陆性季风气候，季节变化明显，雨热同期。
地势自南而北逐渐降低。南部为低山丘陵区，中部为平原区，北部为洼地海滩，其对应地貌类型为剥蚀残丘区，冲、洪积平原区、滨海洼地。
地势总体平坦，以耕地为主、间有园林地、北部因受盐碱侵蚀多盐田、渔业养殖场。
少有名山大川，潍河纵贯南北，是昌邑的母亲河；丰产河、漩河等小河沟独流入海；虞河、胶莱河作为与寒亭区、青岛平度市等的界河。峡山水库灌区各级灌渠遍布全境，引黄济青、济烟干渠横贯东西。行政区划调整前有山东省第一大水库峡山水库（现归峡山区），现境内无大型水库。
山峦主要分布在南部，有博陆山、青龙山、青山等，市区东部有文山；另在双台、围子等地有地势凸起，山峦多以人文因素在本地著名。山地多石英石矿产，现几乎开采殆尽改为开发旅游；卜庄一带有铁矿；北部油气资源和地下卤水资源丰富。

## 行政区划
昌邑市下辖3个街道办事处、6个镇：
奎聚街道、都昌街道、围子街道、柳疃镇、龙池镇、卜庄镇、饮马镇、北孟镇和下营镇。
該市的地理位置位于莱州湾南岸，西临寒亭区、坊子区，南临峡山生态经济开发区，东南靠高密市，东与青岛市平度市、烟台市莱州市交界。南北狭长，市区位于中北部，部分工业区位于北部沿海。乡镇、村庄沿主要道路、河流分布。
行政區劃上，該市截至2019年3月為止，下辖柳疃、卜庄、北孟、饮马、龙池、下营6个乡镇和奎聚、都昌、围子3个街道办事处，市政府驻奎聚街道。
1990年代各乡镇先后撤乡设镇，析置奎聚街办。21世纪初李家埠、青乡、南逄、下营、东冢、仓街、流河、塔耳堡、双台、夏店、石埠、宋庄、岞山、丈岭先后被合并（下营镇后恢复）。2007年原岞山、丈岭等地划归潍坊市峡山经济发展区（后改潍坊市峡山经济开发区，行政属坊子区）。2010年5月撤销围子镇，设立围子街道办事处。

## 经济

### 概述
2016年昌邑市地区生产总值为400亿元.

### 优势产业
昌邑市的优势产业有石油化工、盐及盐化工、机械制造、纺纱织造、食品加工、水产养殖、绿化苗木等。
- 石油化工业：年综合加工能力达到1000万吨，销售收入137 亿元，成为国内重要的炼油及深加工基地。
- 盐及盐化工业：原盐年生产能力达到400万吨，占全国海盐产量的六分之一；重要化工原料溴素年生产能力4万吨，占全国溴素产量的四分之一。
- 机械制造业：产品包括纺织机械、塑料机械、数控拉床、汽车配件等10大类200多个品种，是国内最大的汽车轮毂、制动鼓、刹车盘生产基地。
- 纺纱织造业：截止2011年，有纺织企业2500多家，年纺纱能力180万锭，织造能力35亿米，染色、印花能力21亿米，成为中国纺织产业集群品牌50强。
- 食品加工业：截止2011年，有加工企业160多家，产品销往30多个国家和地区。
- 水产养殖业：截止2011年，有工厂化养殖面积23万平方米，水产品总量14万吨，产值8.2亿元。
- 苗木业：截止2011年，苗木面积已达到10万亩，苗木存量2亿株，年交易额5亿元，被国家林业局评定为“国家级苗木交易市场”、“全国林木种苗先进单位”、“全国绿化先进集体”。

## 交通

### 铁路
胶济铁路、胶济客运专线
胶（澳，今青岛）济（南）铁路自1899-1904年德帝国主义者开始修筑。修筑过程中，西老庄农民张立恒率众反抗，智杀德国驻丈岭办事处总办西罗巴。
改革开放后多次扩能、增建复线。曾在昌邑境内设岞山、太堡庄、丈岭、塔耳堡等站。2003年电气化改造时撤销停用，岞山站货场引入安丘站（原黄旗堡站）；在丈岭和塔耳堡间增建昌邑站，2005年9月启用。2007年岞山、太堡庄、丈岭、昌邑站站址划归峡山区。
胶济客运专线2007年初开工、2008年末建成，增建昌邑站客专场客运设施。
昌邑站位于丈岭站村东，既有场设二台四线，到发线有效长度1050m，设贯通式货运线一条、牵出线一条。该站站台、地道等客运设施完备，仅办理列车会让，未办理客运业务。2018年9月1日原昌邑站更名峡山站。
大莱龙铁路
大（家洼）莱（州）龙（口）铁路1999年5月开工、2002年末建成，是德（州）龙（口）烟（台）铁路的组成部分。为山东高速控股的地方铁路。在昌邑境内设昌邑北、海天站。线路等级为单线地铁Ⅰ级，规划进行复线增建和扩能改造。
昌邑北站，原称昌邑站，位于后官庄村东北，设有效长度约960m到发线2条、货物线4条。仅办理货运业务。
海天站，原称卜庄站，位于下营工业园南，设有效长度约1200m到发线4条。接海青线，设海天生物专用线1股。站内电气化。仅办理货运业务。
海青铁路
自海天站经平度至高密芝兰庄站，2010年10月开工、2013年12月通车。海天-平度段仅办理货运业务。
济青高速铁路
济(南)青(岛)高速铁路，途径昌邑市饮马镇、北孟镇，不设站。
潍莱客运专线
自潍坊北途径昌邑南、平度北至莱西北。又称潍莱高速铁路、潍莱城际铁路，为济青高铁支线。设计时速350km，运行高速动车组列车。2018年初正式开工。在境内设昌邑站。
昌邑站，工程建设初期称昌邑南站，位于市区东南部，绿博园南。预计设置2台6线，站房面积约10000平方米。在车站周边规划有高铁新城及智能制造产业园
潍烟高速铁路
根据可研报告，正线自昌邑站至青荣城际龙王山线路所，设计时速350km。

### 公路

#### 高速公路
国家高速 荣乌高速、 青银高速及省高速 荣潍高速过境。
荣（成）乌（海）高速编号G18，设昌邑（369）、下营（362）立交及昌邑停车区（355）。
青（岛）银（川）高速编号G20，即原济青高速。峡山（117，原饮马）立交位于峡山区和昌邑市交界处。
荣（成）潍（坊）高速编号S16，设石埠（274）立交，朱里（280）立交距离市区较近。
规划建设的明董高速途径该市并设连接线。

#### 国省道
国道威汕线( 206国道)、丹东线（ 228国道）文石线（ 308国道）青兰线( 309国道)及省道下小线、田高线过境。
威海至汕头公路，编号 206国道，途径卜庄、围子、南逄、王耨等地，作为市区东环路、南环路，东环路段与下小线共线。
烟潍公路、G206国道曾过境昌邑市区，线位大概为如今的新兴街、交通街、平安街，该公路对昌邑市区发展有重大影响。目前仍有原名称烟汕路在使用。
丹东至东港公路，又称沿海公路，编号 228国道，该市路段全程与S309田高线即原新沙路、新海路重合。
文登至石家庄公路，编号 308国道，途径流河、石埠、饮马等地，杨家屯至坊子界段称宝通街，部分与下小线共线。该市路段为原规划G309荣兰线
青岛至兰州公路，编号 309国道，该市路段为原规划潍胶线。
下营港至小关公路，编号 211省道，途径下营、夏店、围子、石埠、饮马等地，是该市的南北干道。市区段为东环路，部分路段与威汕线、荣兰线共线。
田横至高青公路，编号 309省道，该市段全程与G228丹东线共线。

#### 县乡道与市政道路
县乡道主要有灶（户）朱（里）路、杨（庄）瓦（城）路、柳（疃）瓦（城）路、廒（里）卜（庄）路、昌（邑）双（台）路、围（子）密（埠店）路、昌（邑）平（度）路、永（富庄）大（行营）路、赶（仙庄）石（家庄子）路、北（孟）周（戈庄）路、东环路（非市区东环路，而是更向东的一条南北向县道）等。
近年公路部门已放弃对县乡道路的编号，去往一地往往有多条道路，县乡道的概念也越发模糊。
市区市政道路东西多称街、南北称路。

### 公共交通
自1922年起烟潍公路管理处在昌邑、王耨等地开办汽车站，1927年起鲁之瀚、董孟尧等人私营客运，1948年成立国营汽车站。
2005年4月12日开通城市公交，使用7m级牡丹前置柴油客车，开始经营1路（南逄-石湾店）、2路（李家埠-西大营村）、3路（酒厂-围子）、4路（辛三村-南（鄑）亭）、5路（文山中学西门环行）、6路（吴家庙村环行）等线路。
2009年11月3日开通环7路，新购12台7m级长安前置柴油客车，后因客流惨淡停运。
2010年6月17日开通8路（车站北门-王耨村），后停运。
2010年7月11日大幅度整合调整。
2011年4月28日因汽车站搬迁大幅度调整，4路停运；开通9路（东店-新汽车总站），不久后停运。
2013年初购进40台ZGT6810NS型CNG客车，牡丹柴油客车停运，后添置30台SC6781NG4型客车。
2013年9月开通7路（？-岞埠村）。
2013年末-14年初开通城乡公交001、002、003路，后陆续开通005-009路。
2014年8月1日开通10路（东永安-侯富庄）、11路（双台小学-潍水风情湿地公园）。
2016年5月购进HFF6800GEVB1、HFF6800GEVB3、YTK6830GEV1型客车共160台，22日启用，同时柴油、NG客车停运。后陆续延伸1、5、6、7等线路、开通8路（汽车总站-城区西站）。
2018年7月昌邑-潍坊城际公交试运行。
| 公司                             | 线路 | 起讫点1    | 起讫点2        | 常规配车 | 平峰间隔 | 全程计划时间 | 里程        | 非直线系数 | 备注     |
| -------------------------------- | ---- | ---------- | -------------- | -------- | -------- | ------------ | ----------- | ---------- | -------- |
| 昌 邑 市 华 昌 公 交 汽 车 公 司 | 1路  | 石湾店北村 | 西马村         | 6台+1备  | 20分     | 60分         | 20.0km      | 1.40       |          |
| 昌 邑 市 华 昌 公 交 汽 车 公 司 | 2路  | 棉纺城     | 万通驾校       | 6台+1备  | 15分     | 45分         | 14.0km      | 1.13       |          |
| 昌 邑 市 华 昌 公 交 汽 车 公 司 | 3路  | 北褚村     | 汽车总站       | 9台+1备  | 9分      | 45分/36分    | 13.9/12.8km | 1.24       | 副站环行 |
| 昌 邑 市 华 昌 公 交 汽 车 公 司 | 5路  | 虫埠村     | 菅（jiān）斜村 | 7台+1备  | 16分     | 56分         | 19.5km      | 1.57       |          |
| 昌 邑 市 华 昌 公 交 汽 车 公 司 | 6路  | 公交公司   | 绿博园         | 11台+1备 | 10分     | 55分         | 19.5km      | 1.68       |          |
| 昌 邑 市 华 昌 公 交 汽 车 公 司 | 7路  | 一中北门   | 岞埠村         | 3台+1备  | 32分     | 48分         | 15.6km      | 1.36       |          |
| 昌 邑 市 华 昌 公 交 汽 车 公 司 | 8路  | 汽车总站   | 城区西站       | 3台+1备  | 30分     | 45分         | 13.8km      | 1.89       |          |
| 昌 邑 市 华 昌 公 交 汽 车 公 司 | 10路 |            |                | 7台+1备  |          |              |             |            | 副站环行 |
| 昌 邑 市 华 昌 公 交 汽 车 公 司 | 11路 | 工业学校   | 北兴福北       | 6台+1备  | 18分     | 54分         | 19.6km      | 1.31       |          |

城际公交现行运行线路：昌邑汽车总站-潍坊商品城汽车站，暂采用10台ZK6805BEVG11型纯电动客车运行。由潍坊交运集团的分公司运营。全程48公里，计划运行90分钟，全程票价10元。
| 公司                                     | 线路          | 起点            | 目的乡镇                             | 讫点       | 配车及车型 | 平峰间隔或发车时间 | 全程大约用时 | 里程 | 全程票价 | 备注                                  |
| ---------------------------------------- | ------------- | --------------- | ------------------------------------ | ---------- | ---------- | ------------------ | ------------ | ---- | -------- | ------------------------------------- |
| 昌邑市 长途汽车运输公司 （下营组）       | 001路         | 北苑小区        | 夏店、东冢、下营                     | 下营       |            |                    |              |      |          |                                       |
| 昌邑市 长途汽车运输公司 （下营组）       | 001路西线     | 北苑小区        | 夏店                                 | 冯家       |            |                    |              |      |          |                                       |
| 昌邑市 长途汽车运输公司 （石埠组）       | 002路         | 一中北门        | 石埠                                 | 石埠汽车站 |            |                    |              |      |          |                                       |
| 昌邑市 长途汽车运输公司 （石埠组）       | 011路         | 汽车总站 发车区 | 宋庄、石埠、流河                     | 角兰       |            |                    |              |      |          |                                       |
| 昌邑市 长途汽车运输公司 （碱厂组）       | 003路         | 汽车总站        | 卜庄、下营工业园                     | 金典化工   |            |                    |              |      |          | 回程绕行市区， 部分班次自北苑小区发车 |
| 昌邑市 长途汽车运输公司 （碱厂组）       |               |                 |                                      |            |            |                    |              |      |          |                                       |
| 昌邑市 长途汽车运输公司 （灶朱路北线组） | 005路         | 汽车总站下客区  | 李家埠、柳疃、青乡                   | 青乡       |            |                    |              |      |          |                                       |
| 昌邑市 长途汽车运输公司 （灶朱路北线组） | 006路         | 汽车总站下客区  | 李家埠、柳疃、龙池                   | 瓦城       |            |                    |              |      |          | 部分班次自中百大厦发车                |
| 昌邑市 长途汽车运输公司 （灶朱路北线组） | 006路海能支线 | 汽车总站下客区  | 李家埠、柳疃                         | 海能       |            |                    |              |      |          | 部分班次自中百大厦发车                |
| 昌邑市 长途汽车运输公司 （灶朱路北线组） | 006路利渔支线 | 汽车总站下客区  | 李家埠、龙池                         | 东利渔     |            |                    |              |      |          | 部分班次自中百大厦发车                |
| 昌邑市 长途汽车运输公司 （灶朱路北线组） | 007路         | 史家庄          | 青乡                                 | 辛安庄     |            |                    |              |      |          | 暂与005路联运                         |
| 昌邑市 长途汽车运输公司                  | 008路         | 北苑小区        | 仓街                                 | 于家郜     |            |                    |              |      |          | 主站环行                              |
| 昌邑市 长途汽车运输公司                  | 009路         | 汽车总站发车区  | 仓街                                 | 陈家       |            |                    |              |      |          | 副站环行                              |
| 昌邑市 长途汽车运输公司                  | 010路         | 汽车总站发车区  | 宋庄、石埠、饮马、北孟、丈岭、塔耳堡 | 塔耳堡     |            |                    |              |      |          | 部分班次延伸至高阳                    |
| 昌邑市 长途汽车运输公司                  | 012路         | 北苑小区        | /                                    | 辛城       |            |                    |              |      |          | 主站环行                              |

| 类别 | 公司 | 起点 | 讫点 | 主要停靠点 | 配车及车型 | 发车时间 | 全程大约用时 | 里程 | 全程票价 | 备注 |
| ---- | ---- | ---- | ---- | ---------- | ---------- | -------- | ------------ | ---- | -------- | ---- |
|      |      |      |      |            |            |          |              |      |          |      |
|      |      |      |      |            |            |          |              |      |          |      |
|      |      |      |      |            |            |          |              |      |          |      |

### 港口
昌邑北部渤海沿岸的下营渔港为国家一级渔港，可以和20多个港口通航。
下营港（潍坊港东港区）建设中。

## 旅游景点

### 中国北方绿化苗木博览园（AAAA级）
简称绿博园，位于山东省潍坊市昌邑市宋庄镇。始建于2003年4月，当年10月17日在这里召开了“2003山东(昌邑)苗木交易会”。从2004年开始，每年的9月19日都在这里召开“中国(昌邑)北方绿化苗木博览会”,从2006年开始,每年9月19日“中国(昌邑)北方绿化苗木博览会”和“中国园林花木信息交流会”同时在这里召开。
目前绿博园是“全国农业旅游示范点”、“中国北方绿化苗木基地”、“ 国家AAAA级旅游景点”、“全国休闲农业与乡村旅游示范点”。
但是也有人指出绿博园的园区建设存在各种问题，徒有4A级景点的虚名。

### 昌邑潍水风情湿地公园（AAA级）
该景区分东岸、西岸两部分建设，南北全长5.5公里（3.5公里），总面积5.4平方公里（363公顷），其中水域面积2.4平方公里（103公顷），湿地及园林面积3平方公里（260公顷）。东岸景区规划建设了苗木业观光区、湿地保护区、中心活动区、水上活动区、野营烧烤区等，并配套建设了车行路、人行道以及亲水平台、栈桥、广场、观鸟亭、木质桥等，种植树木140余万株、150多个品种。西岸景区规划建设了主入口广场、音乐喷泉、沙滩活动区等景观。2008年8月，被水利部认定为“国家级水利风景区”。2010年12月，被住建部认定为“国家城市湿地公园。

## 所获称号
- 丝绸之乡
- 中国溴·盐之乡
- 中国印染名城
- 中国北方绿化苗木基地
- 中国超纤产业基地
- 中国投资环境100强县(市)
- 中国首批“智慧城市”试点城市
- 中国最佳绿色生态旅游城市
- 全国农村综合实力百强县(市)
- 全国科技进步先进市
- 山东机械铸造业基地
- 山东省环保模范城市
- 全省小康达标县(市)
- 省级园林城市
- 中国中小城市综合实力百强县市
- 中国最具投资潜力中小城市百强县市
- 全国综合实力百强县
- 全国科技进步先进市[14]

## 人口
2010年中国第六次人口普查时，昌邑市共有人口603482人。共有家庭181091户，平均每户3.09人。14岁以下的少年儿童共89328人，占总人口14.80%；15-64岁人口共442992人，占总人口73.40%；65岁及以上的老年人共71162人，占总人口的11.79%。男性共计302992人，占总人口50.20%；女性共计300490，占总人口49.79%。本地居住的人口中，拥有本地户籍的人口为535113人，占88.67%。
根據山東省數據顯示：昌邑市截至2022年末，全市常住人口為53.71万人。

## 名人
Category: 昌邑市人

## 全国重点文物保护单位
- 昌邑县抗日殉国烈士祠[17]

## 特产
昌邑丝绸、昌邑大对虾、昌邑梭子蟹：中国地理标志产品。